# 3445 Pinson
3445 Pinson è un asteroide della fascia principale del diametro medio di circa 17,76 km. Scoperto nel 1983, presenta un'orbita caratterizzata da un semiasse maggiore pari a 2,6866582 UA e da un'eccentricità di 0,1268937, inclinata di 11,28887° rispetto all'eclittica.